# Клара Шуман
Клара Шуман (на немски: Clara Schumann; рождено име Клара Йозефин Вик) е германска музикантка и композиторка.
Нареждана е сред най-изтъкнатите пианисти на епохата на Романтизма. Влиянието ѝ се простира в рамките на 61-годишна концертна кариера, променяща се във формата, репертоара си и спрямо вкуса на публиката.
Съпруга е на композитора Роберт Шуман, с когото покровителстват Йоханес Брамс. Клара Шуман е сред първите изпълнители на творбите на Брамс, най-забележителна от които е Вариации и фуга върху тема от Хендел, op. 24.